# Rosa Welt-Straus
Rosa Welt-Straus, född 1856, död 1938, var en israelisk feminist och aktivist. 
Hon medgrundare av och den första ordföranden för Union of Hebrew Women for Equal Rights in Erez Israel 1919. 